# Penélope Velasco
Penélope Fernández Velasco (Santander, Cantabria, 26 de abril de 1975), más conocida como Penélope Velasco, es una actriz española.

## Cine y televisión
- Vídeos de primera (1990).
- Médico de familia (1998).
- La casa de los líos (1999).
- Arévalo y cía. (1999).
- La mujer más fea del mundo (1999).
- Mediterráneo (1999-2000).
- Nada es para siempre (1999-2000).
- Código fuego (2003).
- Paraíso (2003).
- The Mix (2003).
- Crimen ferpecto (2004).
- Hospital Central (2004).
- Oculto (2005).
- La semana que viene (sin falta) (2005).
- El comisario (2006)
- Películas para no dormir: La habitación del niño (2006).
- Manolo y Benito Corporeision (2006-2007).
- Café solo o con ellas (2007).
- Sexykiller, morirás por ella (2008)
- Días sin Luz (2009)
- "Sofía" (2011).
- El hombre de tu vida (2016).

## Enlaces
- IMDb

- Datos: Q6071539